# Felicità
Felicità (italienisch für „Glückseligkeit“, „Glück“) ist ein Lied des italienischen Popduos Al Bano & Romina Power, das Anfang 1982 als Single aus dem gleichnamigen Album erschien. Mit dem Song, der zu ihren bekanntesten zählt, erreichten sie beim Sanremo-Festival 1982 den zweiten Platz.

## Entstehung und Inhalt
Der Song wurde von Cristiano Minellono, Dario Farina und Gino de Stefani geschrieben und von Farina produziert. Im Songtext besingen Al Bano und Romina Power das Glück der Liebe, wobei der Text auch auf sie selbst und ihre Beziehung bezogen werden kann. Es handelt sich um eine mit Synthesizern gespielte Midtempo-Pop-Ballade mit im Stakkato gesungenen Strophen und einem sehr zugänglich gehaltenen, eher getragenen Refrain.
Im Jahr 1982 nahmen Al Bano und Romina Power mit dem Song am Sanremo-Festival teil und konnten den zweiten Platz erreichen. Der Song wurde dann auch außerhalb Italiens zu einem Hit, insbesondere im deutschsprachigen Raum. Aber auch im spanischsprachigen Raum wurde das Lied bekannt, weshalb die beiden auch eine spanische Version, Felicidad, aufnahmen.

## Veröffentlichung und Rezeption
Die Single erschien 1982 bei Baby Records (006-64 705). Auf der B-Seite befindet sich der Song Arrivederci a Bahia. Felicità kam im März 1982 auf Platz eins der italienischen Charts. Er erschien auch auf zahlreichen Kompilationsalben. Im deutschsprachigen Raum erreichte die Single hohe Chartpositionen, Platz sechs in Deutschland, Platz neun in Österreich und Platz drei in der Schweiz, zudem Platz 18 in den Niederlanden und Platz sieben im flämischen Teil Belgiens. In Deutschland war Felicità die am drittmeisten verkaufte Single des Jahres 1982.
Im Jahr 1983 erschien Felicità in der DDR bei Amiga auf einer 7"-EP mit drei weiteren Songs des Duos. 1991 erschien eine Wiederveröffentlichung des Hits in Frankreich bei Carrere.
Der Spiegel bezeichnete den Song als „größten Hit“ des Duos. Im Refrain hätten sie sich bei Live-Auftritten angelächelt „wie schüchterne, verknallte Teenager“.

### Chartplatzierungen
| ChartsChartplatzierungen | Höchstplatzierung | Wochen/ Monate |
| ------------------------ | ----------------- | -------------- |
| Deutschland (GfK)        | 6 (40 Wo.)        | 40 Wo.         |
| Italien (FIMI)           | 1 (19 Wo.)        | 19 Wo.         |
| Österreich (Ö3)          | 9 (6½ Mt.)        | 6½ Mt.         |
| Schweiz (IFPI)           | 3 (7 Wo.)         | 7 Wo.          |

| ChartsJahrescharts (1982) | Platzierung |
| ------------------------- | ----------- |
| Deutschland (GfK)         | 3           |

### Auszeichnungen für Musikverkäufe
| Land/Region        | Auszeichnungen für Musikverkäufe (Land/Region, Auszeichnung, Verkäufe) | Verkäufe |
| ------------------ | ---------------------------------------------------------------------- | -------- |
| Deutschland (BVMI) | Gold                                                                   | 300.000  |
| Italien (FIMI)     | Platin                                                                 | 100.000  |
| Insgesamt          | 1× Gold · 1× Platin ·                                                  | 400.000  |

## Coverversionen
In den deutschsprachigen Ländern wurde darüber hinaus die Version von Conny & Jean, Felicita, bekannt. Der deutsche Text stammt von Bernd Meinunger. Sie erschien im Juni 1982 und erreichte in Deutschland Platz zehn und war 14 Wochen platziert. Conny & Jean traten mit dem Song zweimal in der ZDF-Hitparade auf. Am 6. September 1982 wurden sie per TED auf Platz eins gewählt und durften daher in der folgenden Sendung am 4. Oktober 1982 erneut auftreten. Weitere Versionen stammen unter anderem von:
- Ève Angeli (Une chanson dans le cœur)
- Rosanna Rocci & Michael Morgan
- Fabrizio (Sjiek is miech dat)
- Die Ärzte (Felicita)
- Al Bano
- Angela Henn & Dennis Klak (Felicita)
- Francine Jordi & Al Bano Carrisi
- Die Ladiner & Nicol
- Frank Galan (Laat me nu gaan)
- Tiziana
- Dee-Kay (Lykke og held)
- Anna-Carina Woitschack mit Stefan Mross (Felicita)
- Hape Kerkeling & Margarethe Schreinemakers (Parodie)
- Munich Symphonic Sound Orchestra